# María Espínola
María Espínola Espínola (4 de diciembre de 1878, San Isidro de Las Piedras - 28 de octubre de 1963, Montevideo) fue una maestra uruguaya de importante trayectoria. Se desempeñó como docente y directora de escuelas y liceos del Departamento de San José.
Posteriormente designada Inspectora Departamental y vocal del Consejo de Enseñanza Primaria y Normal, luchó durante su vida en defensa de la escuela rural y por la profesionalización de la carrera docente.

## Biografía

### Primeros años
Fue hija del Dr. Alfonso Espínola Vega, personalidad destacada en el ámbito científico y cultural del país, y de Rosalía Espínola Aldana, ambos inmigrantes provenientes de las Islas Canarias.
A los 4 años, la familia se trasladó a San José, donde su padre ejerció la medicina hasta el día de su muerte. Se inició en la tarea docente a los dieciséis años, según se documenta en 1895 en registros de Inspección Departamental en la integración de tribunales examinadores en las escuelas N.º 69 y N.º 11.

### Docencia
En 1901 se enrola como maestra rural en la escuela N.º 1, para luego desempeñarse como maestra directora en la ciudad. En 1911 accede a una beca del gobierno nacional para viajar a Estados Unidos y Europa, con el fin de interiorizarse sobre los métodos de enseñanza aplicados en los países más desarrollados, donde recoge los conceptos educativos más modernos para la época.
En 1914 comienza a trabajar como profesora en el Liceo Departamental, que luego llevaría el nombre de su padre. Entre los años 1916 a 1921 ejerce el cargo de Inspectora Departamental de San José.

### Congreso de 1917
En 1917 participa en el Congreso de la Federación Rural del Uruguay, donde se trató la formulación del Programa de Escuelas Rurales, una de cuyas redactoras fue María Espínola.

«...El aprendizaje debe hacerse siempre que sea posible, prácticamente, y todo trabajo práctico necesita su laboratorio. El laboratorio de la escuela rural debe ser la naturaleza,
que se presenta ante ella abundante, económica y hermosa.»
(Espínola, 1922:132)

Durante el desarrollo de este congreso se evalúa la creación de escuelas industriales en el interior del país, un tema que atrajo particularmente su atención. Años más tarde, en 1920, conseguiría su cometido de instalar una escuela industrial en San José; a partir de 1953, esta escuela lleva su nombre.

### Escuela Técnica de San José
La Escuela Técnica de San José, fue fundada el 16 de septiembre de 1920 . Esta institución fue  la primera escuela industrial de UTU fundada en el interior de Uruguay.
Comenzó con 242 alumnos ,  ofreciendo cursos de distintas actividades importantes para aquella época, como cursos de carpintería, alfombras, cestería, corte y confección. También dibujó, teneduría de libros, encajes y escobas. Además de fajas y corsés, Hilados, Ropa Blanca, Flores, Sombreros y Vestidos.  
En 1953, esta escuela pasó a llamarse “María Espínola Espínola” en honor a ella, quien le dedicó toda su carrera como docente.

### Congreso de 1933
En el año 1933 participa junto a otros destacados maestros, como Agustín Ferreiro y Pedro Ferrari Ramírez, en el Primer Congreso de Maestros, realizado entre el 12 y el 19 de febrero de ese año en el paraninfo de la Universidad y convocado por la Sociedad José Pedro Varela. Entre sus exposiciones, la docente deja entrever su postura respecto a las necesidades de la escuela rural y las limitaciones del rol docente en las mismas:

«Sin leyes concurrentes al regular y eficaz funcionamiento escolar, a la seguridad de poder llenar las necesidades vitales, (...) a dar solaz al espíritu que eleva a los hombres dándoles más energía, más voluntad y más resistencia para la lucha, la Escuela Rural sola, con toda la fuerza moral de nuestros maestros, con todo su espíritu de sacrificio, se perderá como una gota de agua en el mar. Y esto es sencillamente criminal.»
(Espínola en Primer Congreso, 1933:174)

### Otras actividades destacadas
En 1921 fue la primera mujer designada para asumir el cargo de vocal en el Consejo de Enseñanza Primaria y Normal.
En 1922 publica su libro La escuela y el progreso. En él plantea temas como el papel social de la escuela en el medio rural, la consolidación de escuelas, repetición y rezago escolar, la dignificación profesional del maestro rural y el carácter universitario de la carrera docente.
Fallece el 28 de octubre de 1963 en Montevideo; sus restos descansan junto a los de sus padres en San José.

### Centros Educativos
Luego de 100 años de la fundación de la escuela, se fundaron  los Centros Educativos con el nombre de “María Espínola”, cuyos objetivos contribuyen en mejorar sus resultados educativos y mejorar la proporción integral como la dignidad personal, la solidaridad, y otros aspectos de los jóvenes. 
De la misma manera tiene como prioridad diferentes aspectos para todo aquellos alumnos de escuela básica puedan aplicar y sentirse acompañados durante su aprendizaje. Priorizan en temas académicos, la calidad de la vida institucional, lo que implica aprender, las oportunidades de poder enseñar y aprender propuestas, construir alternativas y lo beneficioso de las modalidades de trabajo colaborativo o en grupo.  Asimismo, las instancias socio-emocionales, el trabajo de los docentes con sus alumnos, el acompañamiento pedagógico y la integración entre los alumnos. Y del mismo modo que en las otras instancias también la distribución de materiales,  el uso de los equipos directivos y los procesos en el aula. 
Estos Centro Educativos se encuentran en escuelas secundarias tanto en Montevideo como en el  interior de la República . Con la diferencia de que hay centros en los cuales son desarrollados por Secundaria, mientras que los demás son desarrollados por la UTU.
Secundaria desarrolla las instituciones a nivel secundario en Sequeria  (Artigas), Cardal (Florida) , Rivera, Mercedes (Soriano), Villa del Rosario (Lavalleja), Santa Clara de Olimar (Treinta y Tres), y Achar (Tacuarembó). 
En el  caso de la UTU se implementaron en las  Escuela Técnica Flor de Maroñas N°2 de Montevideo, En la Escuela N°230 en Puntas de Manga  o también llamado como Centro Educativo Asociado y en otras escuelas de la capital. Igualmente se encuentra en la Escuela  Agraria de  Minas en Lavalleja, en la Escuela N°71 de  Paysandú y en la Escuela Técnica en Bella Unión, Artigas. Además, se le suma la Escuela Técnica de Dolores (Soriano), también como centro María Espínola.